# ジャッククリストファー
ジャッククリストファー（Jack Christopher、2019年1月30日 - ）は、アメリカ合衆国の競走馬。主な勝ち鞍は2021年のシャンペンステークス、2022年のウッディスティーヴンスステークス、H.アレンジャーケンスステークス。

## 経歴
- 以下、特記がない限り競走はすべてダートコース。

### 2021年（2歳時）
8月28日サラトガ競馬場のダート6ハロン戦でデビューし、8馬身3/4差の圧勝劇を演じる。
続く10月2日のシャンペンステークスでは道中2番手キープから4コーナーで先頭に立ち、最後は追い込んできたコマンドパフォーマンスに2馬身3/4差つけG1初制覇を飾る。
その後、11月5日のブリーダーズカップ・ジュヴェナイルに出走予定だったが故障のため出走取消となった。

### 2022年（3歳時）
5月7日のG2パットデイマイルステークスで復帰。好位追走から3コーナーで逃げるパパキャップに並びかけると、最後は後続に3馬身3/4差つけ快勝した。
6月11日のウッディスティーヴンスステークスでは2番手でレースを進め、4コーナーで逃げ馬を交わして先頭に立つと、最後は後続に10馬身差をつけ、G1レース2勝目を挙げた。
7月23日のハスケルステークスでは早めに先頭に立つも直線でサイバーナイフとテイバにかわされ3着となり、初黒星を喫する。
8月28日に行われたH・アレン・ジャーケンスメモリアルステークスでは2番手追走から直線で先頭に立つと、後続に1馬身1/4差つけ完勝、G1レース3勝目をマークした。
その後、11月11日に現役引退を発表。アッシュフォードスタッドで種牡馬となる。

## 血統
| ジャッククリストファーの血統   | ジャッククリストファーの血統     | ジャッククリストファーの血統   | （血統表の出典）               | （血統表の出典） |
| 父 Munnings 2006 栗毛          | 父の父Speightstown 1998 栗毛     | Gone West                      | Mr. Prospector                 | Mr. Prospector   |
| 父 Munnings 2006 栗毛          | 父の父Speightstown 1998 栗毛     | Gone West                      | Secrettame                     |                  |
| 父 Munnings 2006 栗毛          | 父の父Speightstown 1998 栗毛     | Silken Cat                     | Storm Cat                      | Storm Cat        |
| 父 Munnings 2006 栗毛          | 父の父Speightstown 1998 栗毛     | Silken Cat                     | Silken Doll                    |                  |
| 父 Munnings 2006 栗毛          | 父の母La Comete 1996 栗毛        | Holy Bull                      | Great Above                    | Great Above      |
| 父 Munnings 2006 栗毛          | 父の母La Comete 1996 栗毛        | Holy Bull                      | Sharon Brown                   |                  |
| 父 Munnings 2006 栗毛          | 父の母La Comete 1996 栗毛        | La Guiriere                    | Lord At War                    | Lord At War      |
| 父 Munnings 2006 栗毛          | 父の母La Comete 1996 栗毛        | La Guiriere                    | Lady Winborne                  |                  |
| 母 Rushin No Blushin 2009 栗毛 | 母の父Half Ours 2003 芦毛        | Unbridled's Song               | Unbridled                      | Unbridled        |
| 母 Rushin No Blushin 2009 栗毛 | 母の父Half Ours 2003 芦毛        | Unbridled's Song               | Trolley Song                   |                  |
| 母 Rushin No Blushin 2009 栗毛 | 母の父Half Ours 2003 芦毛        | Zing                           | Storm Cat                      | Storm Cat        |
| 母 Rushin No Blushin 2009 栗毛 | 母の父Half Ours 2003 芦毛        | Zing                           | Key Phrase                     |                  |
| 母 Rushin No Blushin 2009 栗毛 | 母の母Blushing Ogygian 1994 栗毛 | Ogygian                        | Damascus                       | Damascus         |
| 母 Rushin No Blushin 2009 栗毛 | 母の母Blushing Ogygian 1994 栗毛 | Ogygian                        | Gonfalon                       |                  |
| 母 Rushin No Blushin 2009 栗毛 | 母の母Blushing Ogygian 1994 栗毛 | Fruhlingshochzeit              | Blushing Groom                 | Blushing Groom   |
| 母 Rushin No Blushin 2009 栗毛 | 母の母Blushing Ogygian 1994 栗毛 | Fruhlingshochzeit              | Fruhlingstag                   |                  |
| 母系(F-No.)                    | 1号族(FN:1-e)                    | 1号族(FN:1-e)                  | 1号族(FN:1-e)                  |                  |
| 5代内の近親交配                | Storm Cat 4×4、Secretariat 5×5   | Storm Cat 4×4、Secretariat 5×5 | Storm Cat 4×4、Secretariat 5×5 |                  |